# Shipman, Virginia
Shipman är en så kallad census-designated place i Nelson County i Virginia. Enligt 2010 års folkräkning hade Shipman 507 invånare.